# Sandberg (Bramwald)
Der Sandberg ist ein 382,3 m ü. NHN hoher Berg im Bramwald, einem Mittelgebirge im niedersächsischen Landkreis Göttingen.

## Geographie

### Lage
Innerhalb von Bramwald und Naturpark Münden erhebt sich der Sandberg 2 km westnordwestlich von Ellershausen, einem westlichen Gemeindeteil von Niemetal, und 1,7 km südsüdöstlich des Totenbergs.
Westlich vorbei am bewaldeten Berg fließt in Süd-Nord-Richtung die kleine Steimke, ein südlicher Zufluss der Nieme. An der Steimke steht am Westfuß des Bergs die Schutzhütte „Köhler-Liesel-Hütte“. Zu erreichen ist der Sandberg, an dem eine alte „Kohlenstraße“ vorbeiführt, auf Forst- und Wanderwegen.

### Naturräumliche Zuordnung
Der Sandberg gehört im Weserbergland in der naturräumlichen Haupteinheitengruppe Weser-Leine-Bergland (Nr. 37), in der Haupteinheit Solling, Bramwald und Reinhardswald (370) und in der Untereinheit Bramwald (370.5) zum Naturraum Hemelner Bramwald (370.50). Nach Norden leitet die Landschaft durch das Tal der Nieme zum Kuppigen Solling (370.1) über, nach Osten fällt sie in die Schedener Rötsenke (371.11) ab, nach Süden leitet sie in den eigentlichen Hemelner Bramwald über, und nach Westen leitet sie in das Weserdurchbruchstal (370.3) über.

## Schutzgebiete
Auf dem Sandberg liegen Teile des Landschaftsschutzgebiets Weserbergland-Kaufunger Wald (CDDA-Nr. 325317; 1989 ausgewiesen; 285,018 km² groß). Bis an seinen Nordwestfuß reichen im Steimcketal das auf dem benachbarten Totenberg liegende Naturschutzgebiet Totenberg (CDDA-Nr. 165935; 1989; 4,37 km²) das fast flächengleich mit dortigem Fauna-Flora-Habitat-Gebiet Totenberg (FFH-Nr. 4423-305; 4,32 km²) ist.